# 秋元奈美
秋元奈美（1960年1月24日—），是日本漫畫家，神奈川縣厚木市出身。代表作為《loving you》（1986年）、《奇蹟女孩》（1990年-1994年，動畫版譯為「魔幻美少女」），其他作品有《HONEY☆KIDS》、《冬之浪漫尼民宿》、《處女的課程》、《心底的擁抱》等。

## 作品一覽
- HONEY☆KIDS、全2冊、原名
- 處女的課程、全1冊
- 心底的擁抱、全1冊、原名
- 冬之浪漫尼民宿
- 小心愛神、全1冊
- 天使之吻、全1冊、原名
- 青春加油、全1冊
- 青春偶像族、全3冊、原名
- 奇蹟女孩、或名《幻法雙子星》和《魔法少女》、全9冊、原名（超能力漫畫）
- 千花妹妹、全3冊
- 親親天使、全1冊
- 窈窕美眉（うるきゅー）、全9冊
- 只想偷偷欺負你、全1冊
- Kiss性感魔法 、或名《性感魔法吊帶襪》、全1冊
- 鷹擁抱5000人的男子、全1冊、原名
- 維納斯計劃、全1冊
- 藍色的戀愛、全1冊
- loving you
- 超能天使、全1冊
- 危險草莓男孩、全1冊

## 外部連結
- （日語）http://talent.yahoo.co.jp/pf/detail/pp227565 （页面存档备份，存于）